# Thomas Lenschau
Thomas Lenschau (* 13. März 1866 in Lübeck; † 23. September 1943 in Berlin) war ein deutscher Althistoriker und Gymnasiallehrer.

## Leben
Thomas Lenschau, der Sohn des Fabrikbesitzers Eduard Lenschau, besuchte das Katharineum zu Lübeck bis zum Abitur Ostern 1884. Er studierte von 1884 bis 1890 Klassische Philologie, Germanistik, Geschichte und Geografie an den Universitäten zu Freiburg und Leipzig. Nach der Promotion zum Dr. phil am 2. Juni 1889 legte er am 25. Februar 1890 das erste Staatsexamen in den Fächern Griechisch, Latein, Deutsch, Geschichte und Erdkunde ab.
Nach dem Studium arbeitete Lenschau im preußischen Schuldienst. Nach dem Seminarjahr am Königlichen Gymnasium zu Kiel (1890/91) und dem Probejahr am Königlichen Gymnasium zu Husum (1891/92) arbeitete er zunächst als wissenschaftlicher Hilfslehrer am Christianeum in Altona. 1894 erhielt er eine Festanstellung in Charlottenburg und unterrichtete seitdem an Bildungsanstalten für höhere Töchter. Seine erste Anstellung war am Gymnasium zu Charlottenburg; später wechselte er an die Louisa-Charlotte-Schule, 1903 an das Auguste-Victoria-Lyzeum. Daneben unterrichtete er von 1902 bis 1904 vertretungsweise in Hamburg.
1908 wurde Lenschau zum Direktor der Dritten Höheren Mädchenschule in Charlottenburg ernannt. Am 25. Februar 1911 wechselte er an die Königliche Augustaschule in Berlin. In diesem Amt blieb er bis zu seiner Pensionierung am 1. April 1931.
Neben seiner Tätigkeit im Schuldienst trat Lenschau publizistisch hervor. In der wilhelminischen Zeit veröffentlichte er mehrere nationalistische Pamphlete und gab die Schriftenreihe England in deutscher Beleuchtung heraus.
Auch mit wissenschaftlichen Publikationen trat Lenschau hervor. Als Schüler von Kurt Wachsmuth hatte er seine Dissertation (1889) über die Geschichte der Stadt Priene in Kleinasien geschrieben. Ab circa 1912 verfasste er zahlreiche Artikel für die Realenzyklopädie der klassischen Altertumswissenschaft, die von Wilhelm Kroll herausgegeben wurde. In den 20er und 30er Jahren veröffentlichte Lenschau auch überblicksartige Monografien, darunter die mehrfach aufgelegte Geschichte der deutschen Dichtung (erstmals 1926) und den Abschnitt Altertum in R. Oldenbourgs geschichtlichem Quellenwerk (1930). 1925 gab er das Lehrwerk Neuland. Ein Lesebuch für deutsche Mädchen für alle Jahrgangsstufen des Lyzeums heraus.

## Schriften (Auswahl)
- De rebus Prienensium. Leipzig 1889 (Dissertation)
- Deutsche Kabellinien. Berlin 1900
- Die amerikanische Gefahr. Berlin 1902
- Das Weltkabelnetz Halle 1903. Zweite Auflage, Halle 1908
- Größerbritannien. Halle 1907
- Deutsche Wasserstrassen und Eisenbahnen in ihrer Bedeutung für den Verkehr. Halle 1907
- Krieg und Schule. Einheitsschule, weibliche Dienstpflicht, Umwandlung der höheren Schulen. Berlin 1917 (Gegenwartsfragen Reihe 2 4)
- Deutschunterricht als Kulturkunde. Leipzig 1917
- Die deutschen Stämme und ihr Anteil am Leben der Nation. Leipzig 1923 (Wissenschaft und Bildung 191)
- Geschichte der deutschen Dichtung. Bielefeld 1926. Zweite Auflage, Bielefeld/Leipzig 1927. Dritte Auflage, Bielefeld 1930
- R. Oldenbourgs geschichtliches Quellenwerk. Teil 1: Altertum. München 1930
- Deutsche Kultur im altsprachlichen Unterricht. München/Berlin 1932